# Myrmecacis metargas
Myrmecacis metargas là một loài tò vò trong họ Ichneumonidae.